# Lemmy (film)
Lemmy è un film documentario del 2010 diretto da Greg Olliver e Wes Orshoski.
Si tratta di un rockumentary dedicato alla figura di Lemmy Kilmister, noto cantante e bassista della band inglese dei Motörhead.

## Trama
Il film contiene scene in 16 millimetri e HD, realizzate nel periodo 2006/2010, periodo nel quale i registi hanno seguito Lemmy e la band ogni giorno.
Numerose anche le partecipazioni di ospiti quali; Dave Grohl (Nirvana e Foo Fighters), Slash e Duff McKagan (Guns N' Roses e Velvet Revolver), Ozzy Osbourne, James Hetfield e Lars Ulrich dei Metallica, David Ellefson dei Megadeth, Scott Ian degli Anthrax, Alice Cooper, Dee Snider, Nikki Sixx, Kat Von D, Henry Rollins, Lars Frederiksen dei Rancid, Jim Heath dei Reverend Horton Heat, Slim Jim Phantom dei The Stray Cats, Mike Inez, Joan Jett, Dave Navarro dei Jane's Addiction, Ice-T, il wrestler Triple H, l'ex Motörhead "Fast" Eddie Clarke, Marky Ramone, Dave Brock degli Hawkwind e Steve Vai.

## Riconoscimenti
- 2011 - Classic Rock Award
  - Miglior Film/DVD

Lemmy ha ricevuto la certificazione di disco d'oro in Germania, avendo venduto 25 000 copie.
Stesso discorso per gli USA, avendo venduto più di 50 000 copie ha ricevuto il disco d'oro dalla RIAA, per l'Inghilterra, per la Francia e la Finlandia.
- Disco d'oro:  Germania[2] (Vendite: 25.000+)
- Disco d'oro:  Stati Uniti[1] (Vendite: 50.000+)
- Disco d'oro:  Regno Unito[1] (Vendite: 25.000+)
- Disco d'oro:  Francia[1] (Vendite: 7.500+)
- Disco d'oro:  Finlandia[1] (Vendite: 5.000+)